# Tendencia
Tendencia ist eine kubanische Metal-Band, die 1994 gegründet wurde. Sie verbindet traditionelle Metal-Musik mit afrokubanischen und lateinamerikanischen Elementen.

## Geschichte
Tendencia wurde im Frühjahr 1994 in Pinar del Río im Westen Kubas gegründet. Wegen der schlechten Versorgungslage in Kuba war die Band lange Zeit auf gebrauchte Instrumente und improvisierte Ausrüstung angewiesen. Eine erste Single wurde 1996 über das deutsche Impact-Records-Unterlabel System Shock veröffentlicht. Dort erschien 2001 auch das erste Album. Für das 2004 beim staatlichen kubanischen Label EGREM erschienene Album Rebeldes gewann die Band beim kubanischen „Cubadisco“-Festival den Cubadisco-Award in der Kategorie „Bestes Metal-Album“ sowie in ihrer Heimatstadt den Kunstpreis „Premio D'Arte“. Ebenfalls 2005 unternahm Tendencia eine Tournee durch Venezuela. 2007 und 2008 folgten Tourneen durch Spanien, 2009 eine Tournee durch Deutschland. Seit 2009 arbeitet die Band im Rahmen eines Projekts zur musikalischen Erziehung von Kindern und Jugendlichen, das von Tendencia initiiert wurde, mit der deutschen Organisation Cuba Sí zusammen, die zeitweise vom deutschen Verfassungsschutz beobachtet wurde. Zum 20-jährigen Bestehen der Band tourte sie gemeinsam mit der deutschen Hardcoreband COR durch Kuba. Die Tournee wurde teilweise durch eine Crowdfunding-Kampagne finanziert, vom kubanischen Kulturministerium organisatorisch unterstützt und vom deutschen Metal-Magazin Rock Hard mit einem Online-Tourtagebuch begleitet. Die Tournee war Bestandteil der Abendnachrichten des kubanischen Staatsfernsehens. 2015 folgte eine Tournee durch die USA. 2016 trat die Band bei Festivals in Kolumbien und Mexiko auf. Durch die Tournee mit COR waren Kontakte zum COR-eigenen Label Rügencore Records geknüpft worden, über das 2018 das Album Cargando Cruces veröffentlicht wurde. Im selben Jahr wurde eine Deutschlandtournee wieder zum Teil über eine Crowdfunding-Kampagne finanziert, finanzielle Unterstützung erfolgte auch durch das kubanische Kulturministerium. Im Rahmen dieser Tournee spielte die Band auf dem With-Full-Force-Festival.
Bassist Carballo und der ehemalige Schlagzeuger Guillermo üben hauptberuflich Lehrberufe aus – Carballo ist Professor für Wirtschaftswissenschaften an der Universität von Havanna, Guillermo Professor für Musik. Gitarrist Mederos Valdés war Präsident des kubanischen Künstlerverbandes Asociación Hermanos Saíz (AHS), Gitarrist Puentes ist in Pinar del Río Direktor des Hauses für junge Künstler und stellvertretender Vorsitzender des lokalen Künstlerverbandes.

## Stil und Rezeption
Tendencia wird oft mit Sepultura verglichen, so vom deutschen Rock-Hard-Magazin. Tendencia ergänzt ihre Musik allerdings um afrokaribische und lateinamerikanische Elemente, hauptsächlich im Bereich der Perkussion in Form des Einsatzes von Batás, Kongas und Timbales.
Das kubanische Musikmagazin Palamúsica Underground sieht im Frühwerk von Tendencia primär Elemente von Heavy Metal und Grunge, die aber im Laufe der Zeit Elementen von Thrash Metal und Death Metal Platz gemacht hätten. Metal.de bezeichnet die Musik der Band in einer Rezension des Debütalbums Re-Evolución als „im Mid-Tempo liegenden, Death/Thrash-lastigen Mix mit vereinzelten Hardcore-Einsprengseln“ und kritisierte durchschnittliches Songmaterial und eine kraftlose Produktion. Der Sachsen-Sonntag, eine Gratiszeitung aus der Region Leipzig, ordnet die Band dem Hardcore zu und beschreibt ihre Musik als „laut und rau, manchmal böse“ und dominiert von der „schreienden, brüllenden, an alle Grenzen gehenden Stimme“ des Sängers.
Die Band selbst bezeichnet ihre Musik als „Ethno Metal“. Die Texte der Songs setzen sich mit sozialen Problemen und Entwicklungen ihrer Heimat auseinander, wobei keine grundsätzlich negative Haltung gegenüber der Regierung eingenommen wird. Die ersten Songtexte waren in englischer Sprache gehalten, noch vor der Veröffentlichung des ersten Tonträgers wechselte die Band aber zum Spanischen.

## Bandmitglieder

Tendencia, live auf dem With Full Force 2018
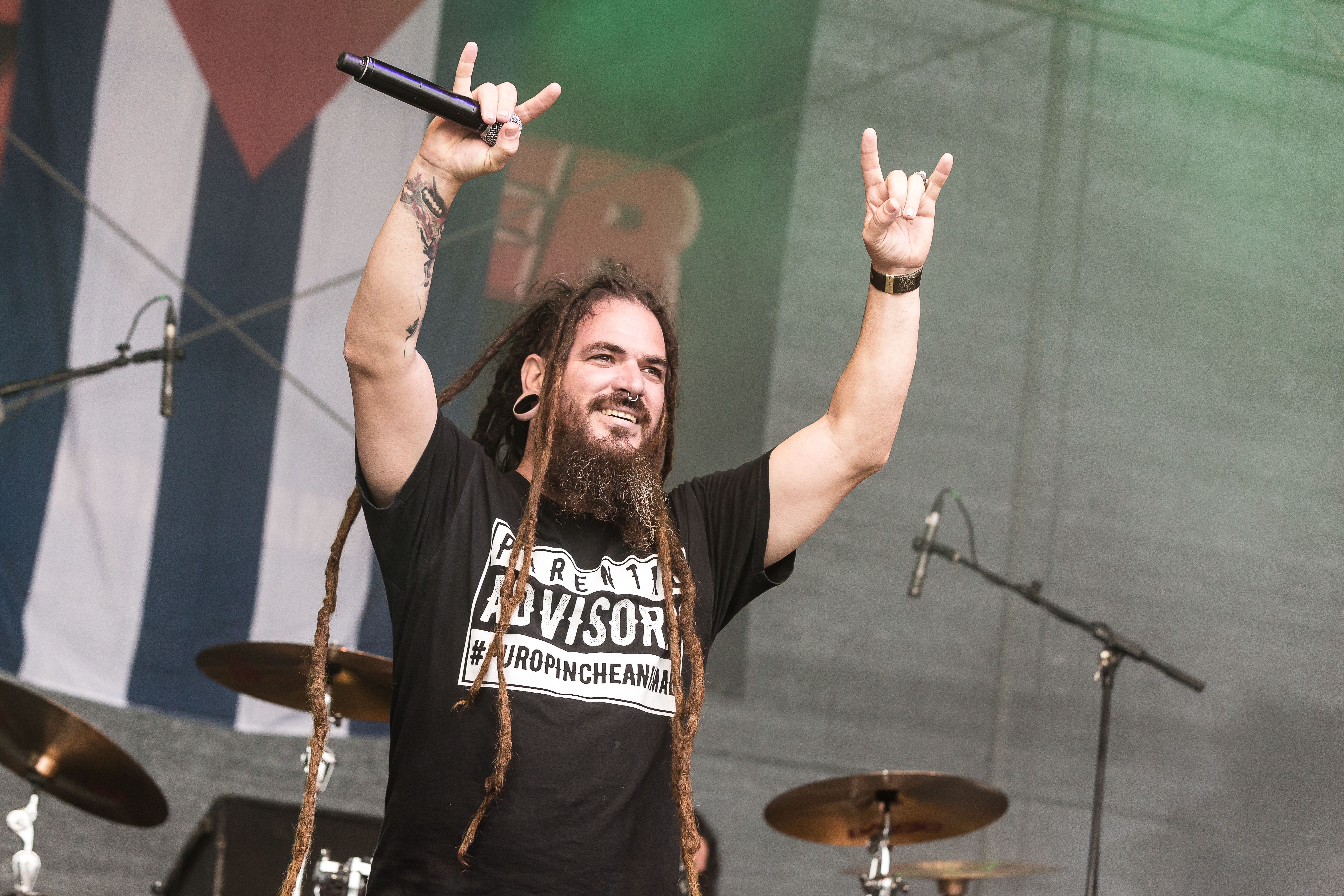
Sänger Anier Barrera
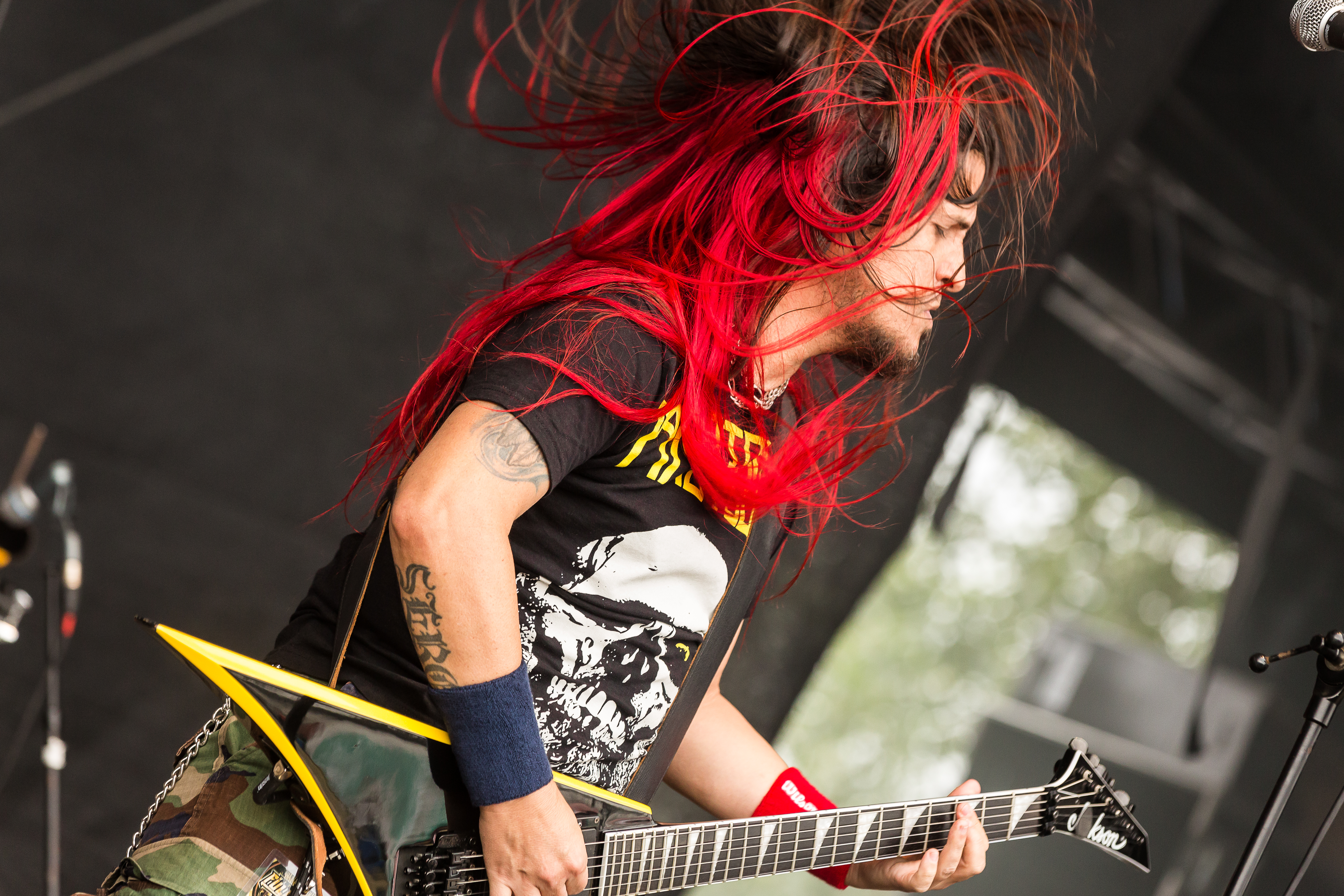
Gitarrist Sergio Puentes
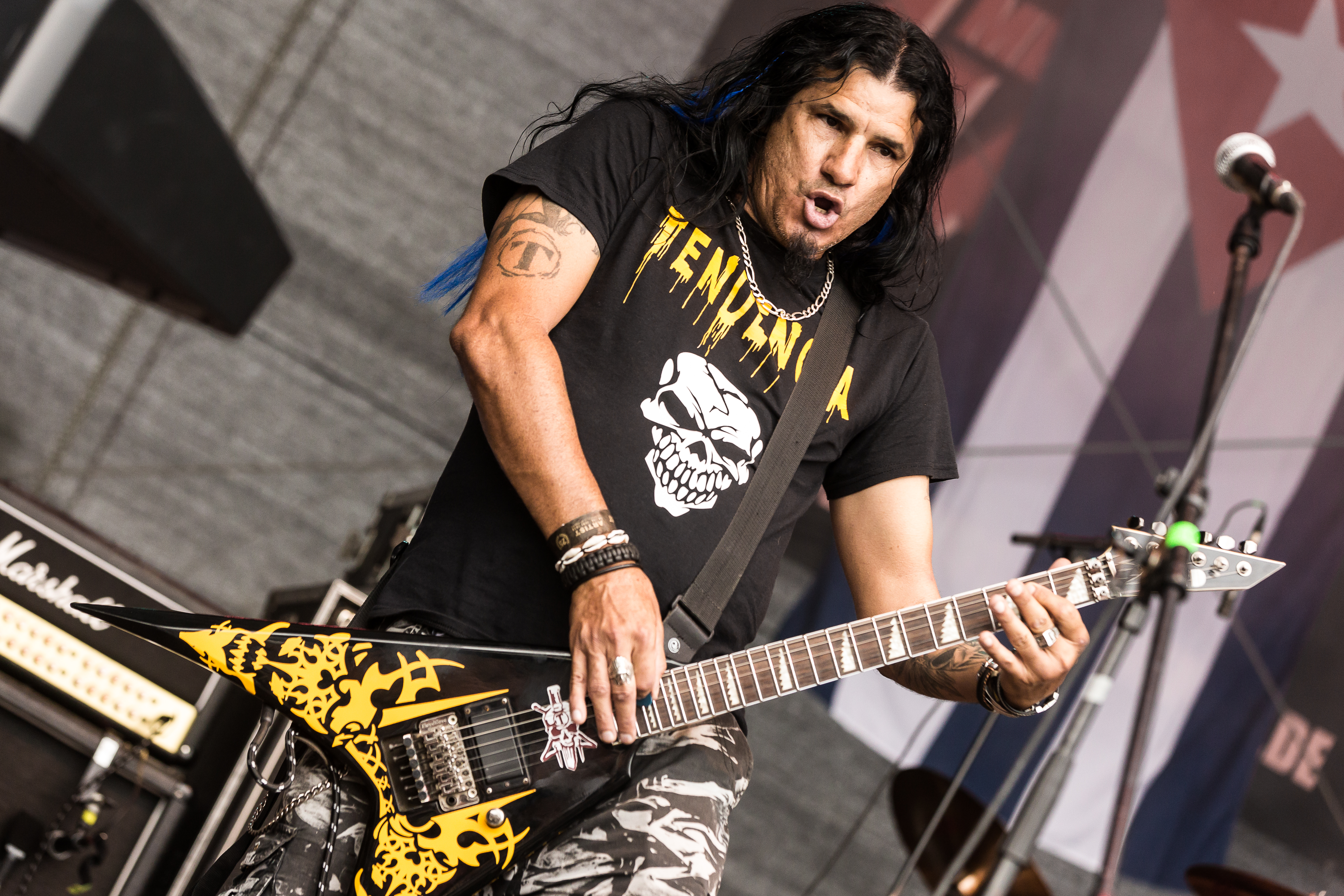
Gitarrist, Keyboarder und Sänger José Ernesto Mederos Valdés
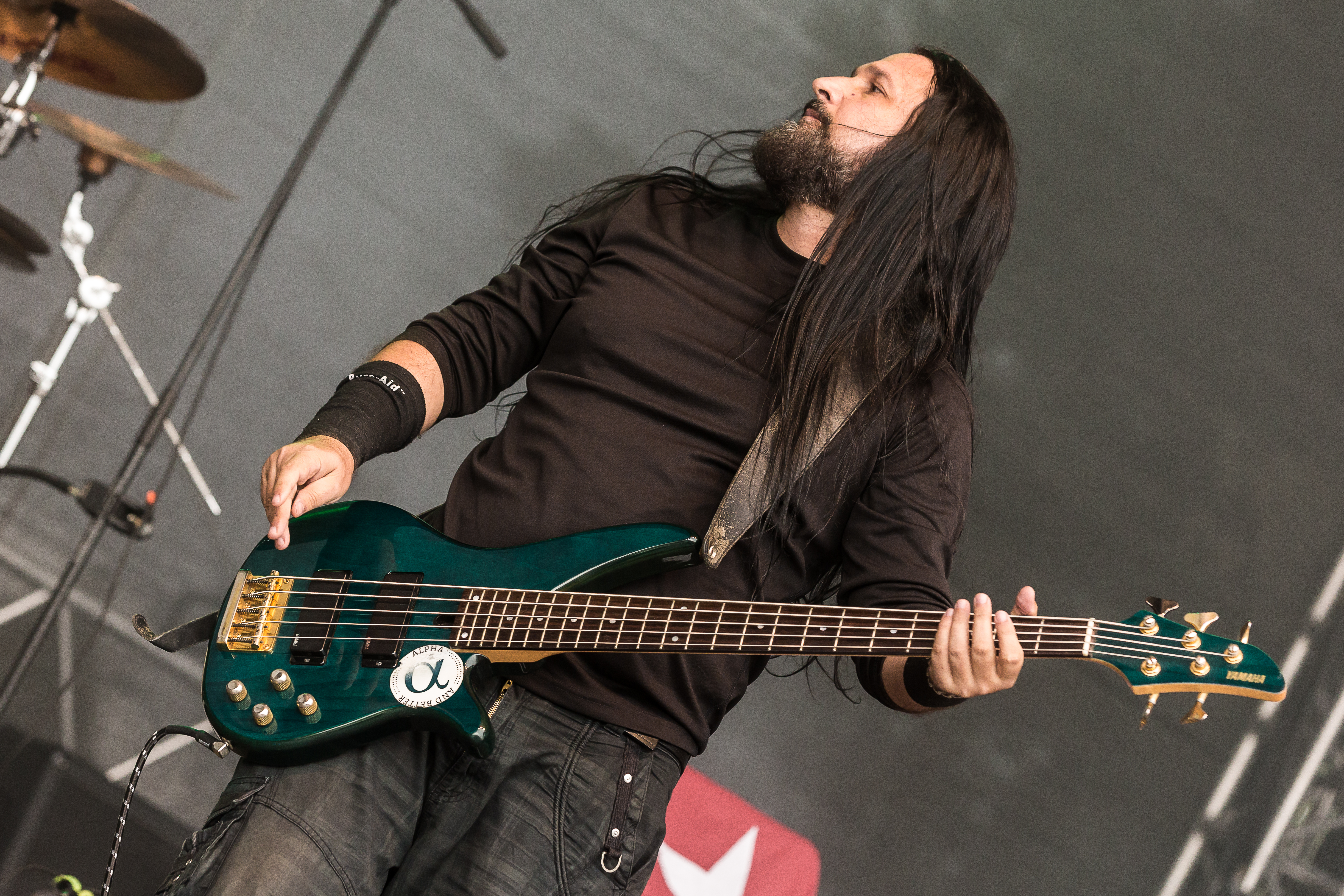
Bassist Alfredo Carballo
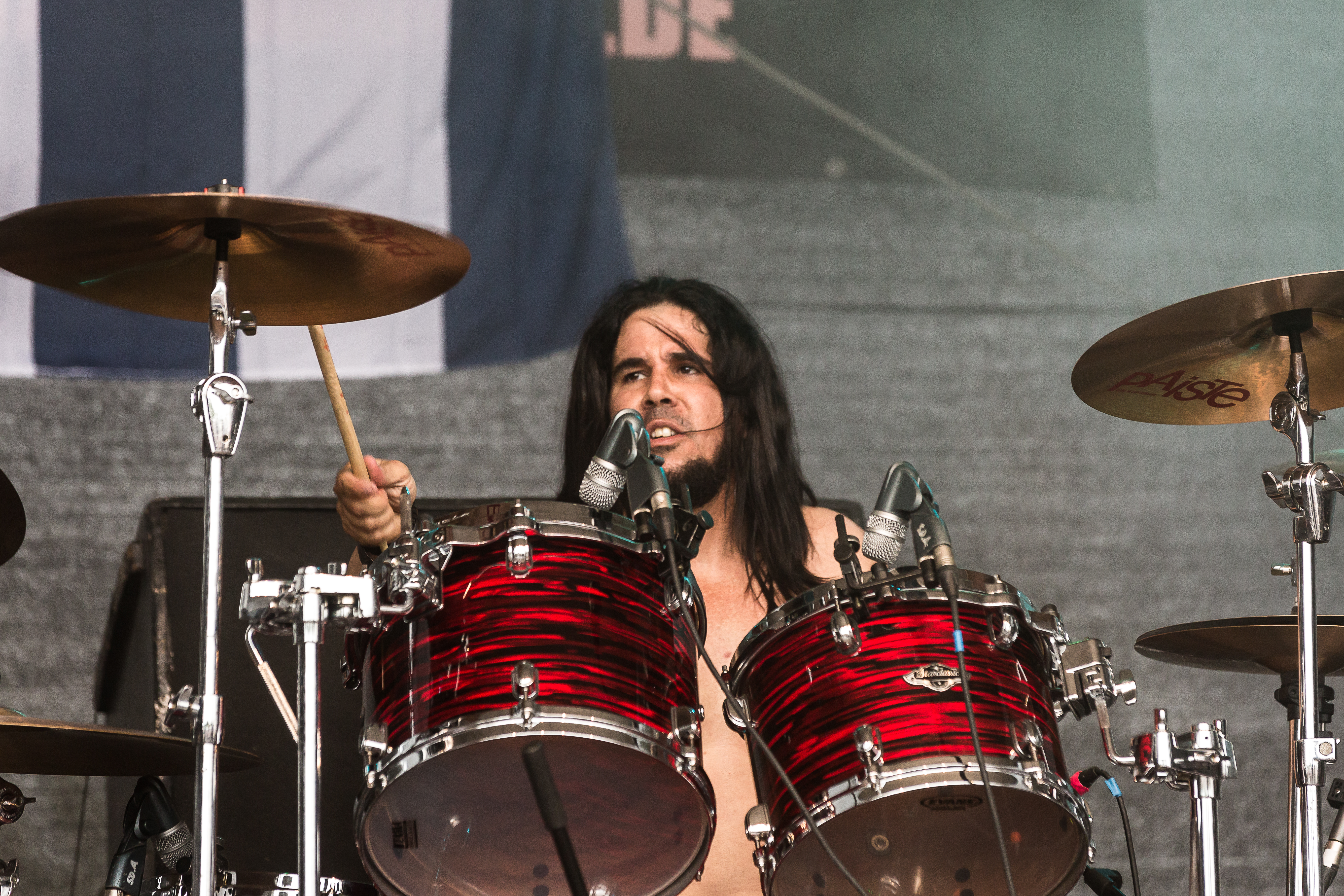
Schlagzeuger Lazaro Wilmer Hernandez Ferrer
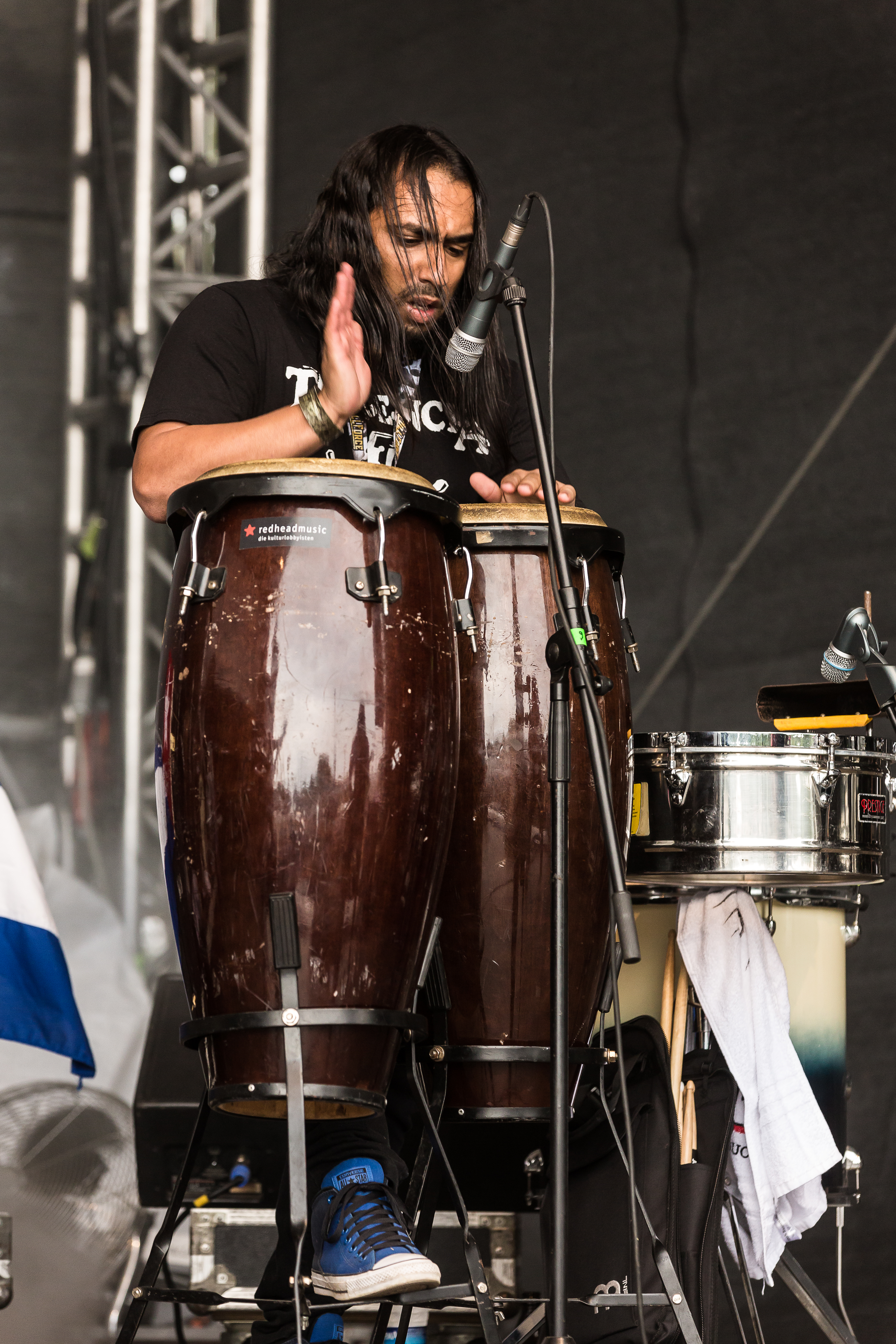
Percussionist Emmanuel Candelario Pujolar Menteros

## Diskografie
- 2001: Re-Evolución (System Shock)
- 2004: Rebeldes (EGREM)
- 2008: Confidencial (Santo Grial Records)
- 2018: Cargando Cruces (Rügencore Records)